# Nothing But Thieves
Nothing But Thieves es una banda inglesa de rock alternativo e indie rock formada en 2012 en Southend-on-Sea (Essex). Sus miembros son el vocalista Conor Mason, el guitarrista Joe Langridge-Brown, el guitarrista y teclista Dominic Craik, el batería James Price y el bajista Philip Blake. Firmaron con RCA Records en el 2014. Su estilo musical se ha comparado con Foals, The Neighbourhood y Civil Twilight, pero se puede percibir algo del sonido de The Killers.
El sencillo «Itch» consiguió los premios Hottest Record y Track Of The Day en la emisora británica Radio 1, y también consiguió aparecer en la lista de reproducción de esta misma emisora. Además, se añadió de forma regular a Octane, el nuevo canal de hard rock de Sirius XM. Tanto Gerard Way como AWOLNATION escogieron al grupo para acompañarlos en conciertos por Europa.
La banda tocó en los NME Awards, fue de gira con Twin Atlantic, Darlia y Young Guns en diferentes tours por todo el Reino Unido y han sido teloneros de Muse en varias ocasiones. Además, también han participado en numerosos festivales, incluyendo el de Reading y Leeds y el festival Isle of Wight. En España participaron en el Dcode Festival en 2016, y en 2017 tienen dos fechas programadas: el Santander Music Festival y el Arenal Sound, ambos en agosto.
Su primer álbum, titulado Nothing But Thieves, entró en las listas de éxitos del Reino Unido en el número 7. Además, alcanzó el número 3 en iTunes y logró el número 1 en las listas de álbumes de vinilo. La banda hizo una segunda gira por el Reino Unido titulada Under My Skin Tour, sin embargo, se tuvieron que posponer algunos conciertos de esa gira porque Muse pidió a la banda que actuase en su gira «Drones». Muse publicó un tuit en el que mencionaba que la experiencia había sido «impresionante».

## Historia

### 2012-2016: Formación y álbum debut
El sencillo "Itch" de la banda recogió los reconocimientos Hottest Record y Track Of The Day en Radio 1 y también llegó a la lista de reproducción de Radio 1, además de ser agregado en la rotación regular del nuevo canal de rock duro Octane de Sirius XM. La banda fue elegida por Gerard Way y luego AWOLNATION para apoyar las fechas europeas. Apoyaron a Arcade Fire y George Ezra en el espectáculo BRITs para War Child at the Electric en Brixton, actuaron en el show de los Premios NME y viajaron con Twin Atlantic, Darlia y Young Guns en giras de apoyo por todo el país. También se han agregado a una multitud de festivales europeos, incluidos Reading & Leeds y el Festival de la Isla de Wight. Han aparecido dos veces en Live Lounge de Radio 1, sesión de Maida Vale. En noviembre de 2014, apoyaron a Twenty One Pilots junto a Purple en el Electric Brixton de Londres. En julio de 2015, apoyaron a Muse en el espectáculo Rock In Roma, tocando frente a 30,000 personas.
Nothing But Thieves, el primer álbum de estudio de la banda, fue lanzado el 16 de octubre de 2015 en el Reino Unido a través de Sony Music Entertainment, y el 5 de febrero de 2016 en los Estados Unidos a través de RCA Victor. Fue producido por Julian Emery, con producción adicional de Jim Irvin, Dominic Craik y Larry Hibbitt, y mezclas de Cenzo Townshend y Adam Noble. Ingresó en la lista oficial del Reino Unido en el número 7, alcanzó el número 3 en iTunes y fue el número 1 en las listas de álbumes de vinilo.

### 2016-2019:Broken MachineyWhat Did You Think When You Made Me This Way?
A fines de mayo de 2017, se realizó una pequeña gira por los clubes del Reino Unido para apoyar a "Amsterdam", el primer sencillo de su segundo álbum Broken Machine, lanzado el 8 de septiembre de 2017. El 5 de agosto de 2017 tocaron ante una multitud de más de 500,000 personas en Woodstock Festival de Polonia. El 23 de agosto de 2017, apoyaron a Muse y Biffy Clyro en el Vital Festival de Belfast. Su gira por el Reino Unido 2017 se agotó por completo. La banda también ha logrado vender dos noches consecutivas en el Roundhouse de Londres. Sarah Taylor dijo en Varsity "En general, este álbum empuja más límites que el anterior. La banda se hizo un nombre con su debut, pero aquí parece que están tratando de definirse a sí mismos en mayor medida; hay más variedad en la música y el lirismo, y más política también. Joe Langridge-Brown, guitarrista y letrista junto a Mason, dijo que “todas las canciones del álbum son cosas por las que hemos pasado o de las que hemos hablado: Trump, religión, fanatismo..."y 'Live Like Animals' es un himno para los jóvenes desilusionados. Cuenta con letras como "Ponemos nuestras vidas a la venta / Recibimos nuestra verdad en el correo diario "y" Vamos a hacerlos construir un muro / Viviremos como animales". Otras pistas, como 'Broken Machine', y el 'Número 13' de la versión de lujo son más experimentales rítmicamente: son el tipo de canciones que tienes que escuchar pocas veces antes de decidir si te gustan o no. Lo hice y lo hago".
El 24 de agosto de 2018, la banda estrenó una nueva canción en vivo titulada "Forever and Ever More" en el Reading Festival, que fue lanzada como el sencillo principal de su nuevo EP, "What Did You Think When You Me Me This Way?" Unos días más tarde. El EP fue lanzado el 19 de octubre de 2018 junto con el segundo sencillo de "Take This Lonely Heart", el mismo día.

### 2020-2022:Moral Panic
El 18 de marzo de 2020, se lanzó el primer sencillo de su tercer álbum de estudio, en ese momento sin nombre, titulado "Is Everybody Going Crazy?". El 23 de junio de 2020, la banda anunció que su tercer álbum, titulado Moral Panic, se lanzaría el 23 de octubre de 2020, junto con el lanzamiento del segundo sencillo del álbum, "Real Love Song", el mismo día.
A pesar de no poder dar conciertos, el 8 de junio de 2021 se lanzó un nuevo sencillo, llamado "Futureproof". Fue el primer sencillo de un nuevo EP, titulado Moral Panic II, que se anunció el 9 de julio de 2021 y se lanzó el 23 de julio, junto con el segundo sencillo "Miracle, Baby" el álbum puede haberse perdido".
La banda realizó una gira por el Reino Unido en octubre de 2021, incluido un espectáculo principal en el London O2 Arena el 8 de octubre de 2021.

### 2023-presente:Dead Club City
El 15 de marzo de 2023, la banda lanzó el sencillo "Welcome to the DCC", junto con el anuncio de su cuarto álbum, titulado Dead Club City, que se lanzó el 30 de junio de 2023. El 7 de julio de 2023, el álbum se convirtió en el primero de la banda en alcanzar el número uno en la lista de álbumes del Reino Unido de OCC.

## Miembros
Miembros
- Conor Mason — vocalista y guitarra (2012-presente)
- Joe Langridge-Brown — Guitarra y coro (2012-presente)
- Dominic Craik — guitarra, teclado, piano, coros (2012-presente)
- Philip Blake — bajo (2012-presente)
- James Price — batería (2012-presente)

## Discografía

### Álbumes de estudio
| Año  | Título | Posiciones en listas | Posiciones en listas | Posiciones en listas | Posiciones en listas | Posiciones en listas | Posiciones en listas | Posiciones en listas | Posiciones en listas | Posiciones en listas | Posiciones en listas | Posiciones en listas | Certificaciones |
| Año  | Título | UK                   | AUS                  | BEL (Fl)             | BEL (Wa)             | IRE                  | ITA                  | NL                   | SWI                  | US                   | US Alt.              | US Rock              | Certificaciones |
| ---- | --- | -------------------- | -------------------- | -------------------- | -------------------- | -------------------- | -------------------- | -------------------- | -------------------- | -------------------- | -------------------- | -------------------- | --------------- |
| 2015 | Nothing But Thieves - Lanzamiento: 16 de octubre de 2015 - Discográfica: Sony Music UK - Formato: CD, LP, Descarga digital | 7                    | 27                   | 111                  | 104                  | 72                   | 97                   | 36                   | 74                   | 130                  | 11                   | 15                   | - BPI: Silver   |
| 2017 | Broken Machine - Lanzamiento: 8 de septiembre de 2017 - Discográfica: Sony Music UK - Formato: CD, LP, Descarga digital    | 2                    | 12                   | 29                   | 76                   | 41                   | 57                   | 8                    | 27                   | 195                  | —                    | 46                   | - BPI: Silver   |
| 2020 | Moral Panic - Lanzamiento: 23 de octubre de 2020 - Discográfica: Sony Music UK - Formato: CD, LP, Descarga digital         | —                    | —                    | —                    | —                    | —                    | —                    | —                    | —                    | —                    | —                    | —                    |                 |
| 2023 | Dead Club City - Lanzamiento: 7 de julio de 2023 - Discográfica: Sony Music UK - Formato: CD, LP, Descarga digital         | —                    | —                    | —                    | —                    | —                    | —                    | —                    | —                    | —                    | —                    | —                    |                 |

### EP
- If You Don't Believe, It Can't Hurt You (2013)
- Graveyard Whistling (2014)
- Ban All the Music (2015)
- Urchin (2015)
- What Did You Think When You Made Me This Way? (2018)

### Sencillos
| Año  | Título                      | Posiciones | Posiciones | Posiciones | Posiciones | Posiciones | Posiciones | Posiciones | Posiciones | Posiciones | Posiciones | Álbum                                         |
| Año  | Título                      | UK         | UK Rock    | BEL (Fl)   | CAN Rock   | MEX Air.   | NLD        | SCO        | US Alt.    | US Main    | US Rock    | Álbum                                         |
| ---- | --------------------------- | ---------- | ---------- | ---------- | ---------- | ---------- | ---------- | ---------- | ---------- | ---------- | ---------- | --------------------------------------------- |
| 2014 | "Wake Up Call"              | —          | 4          | 71         | 32         | 30         | —          | —          | 19         | 39         | —          | Nothing But Thieves                           |
| 2014 | "Tempt You (Evocatio)"      | —          | —          | —          | —          | —          | —          | —          | —          | —          | —          | Nothing But Thieves                           |
| 2015 | "Ban All the Music"         | —          | 40         | —          | —          | —          | —          | —          | —          | —          | —          | Nothing But Thieves                           |
| 2015 | "Itch"                      | 195        | —          | 101        | —          | —          | —          | —          | —          | —          | —          | Nothing But Thieves                           |
| 2015 | "Hanging"                   | —          | —          | —          | —          | —          | —          | —          | —          | —          | —          | Nothing But Thieves                           |
| 2015 | "Trip Switch"               | —          | 9          | 60         | 2          | —          | 35         | —          | 1          | 28         | 19         | Nothing But Thieves                           |
| 2015 | "Honey Whiskey"             | —          | —          | —          | —          | —          | —          | —          | —          | —          | —          | Nothing But Thieves                           |
| 2016 | "If I Get High"             | —          | —          | —          | —          | —          | —          | —          | —          | —          | —          | Nothing But Thieves                           |
| 2016 | "Excuse Me"                 | —          | 26         | —          | —          | —          | —          | —          | —          | —          | —          | Nothing But Thieves                           |
| 2017 | "Amsterdam"                 | —          | 3          | —          | —          | 25         | —          | —          | —          | —          | —          | Broken Machine                                |
| 2017 | "Sorry"                     | 89         | —          | —          | —          | —          | 29         | 53         | 22         | —          | 40         | Broken Machine                                |
| 2017 | "I'm Not Made by Design"    | —          | —          | —          | —          | —          | —          | —          | —          | —          | —          | Broken Machine                                |
| 2017 | "Broken Machine"            | —          | —          | —          | —          | —          | —          | —          | —          | —          | —          | Broken Machine                                |
| 2018 | "Particles"                 | —          | —          | —          | —          | —          | —          | —          | —          | —          | —          | Broken Machine                                |
| 2018 | "Crazy"                     | —          | —          | —          | —          | —          | —          | —          | —          | —          | —          | N/A                                           |
| 2018 | "Forever & Ever More"       | —          | 16         | —          | —          | 29         | —          | 48         | —          | —          | —          | What Did You Think When You Made Me This Way? |
| 2018 | "Take This Lonely Heart"    | —          | —          | —          | —          | —          | —          | —          | —          | —          | —          | What Did You Think When You Made Me This Way? |
| 2020 | "Is Everybody Going Crazy?" | —          | —          | 74         | —          | —          | —          | —          | —          | —          | 35         | Moral Panic                                   |
| 2020 | "Real Love Song"            | —          | —          | —          | —          | —          | —          | —          | 34         | —          | —          | Moral Panic                                   |
| 2020 | "Unperson"                  | —          | —          | —          | —          | —          | —          | —          | —          | —          | —          | Moral Panic                                   |
| 2020 | "Impossible"                | —          | —          | —          | —          | —          | —          | —          | —          | —          | —          | Moral Panic                                   |
| 2023 | "Welcome to the DCC"        | —          | —          | —          | —          | —          | —          | —          | —          | —          | —          | Dead Club City                                |

### Vídeos musicales
| Título                     | Año  | Director(s) |
| -------------------------- | ---- | ----------- |
| "Emergency"                | 2013 | N/A         |
| "Graveyard Whistling"      | 2014 | N/A         |
| "Last Orders"              | 2014 | N/A         |
| "Ban All the Music"        | 2015 | N/A         |
| "Itch"                     | 2015 | N/A         |
| "Trip Switch"              | 2015 | N/A         |
| "Wake Up Call"             | 2015 | N/A         |
| "If I Get High"            | 2016 | N/A         |
| "Excuse Me"                | 2016 | N/A         |
| "Amsterdam"                | 2017 | N/A         |
| "Sorry"                    | 2017 | N/A         |
| "Particles"                | 2018 | N/A         |
| "Forever & Ever More"      | 2018 | Ivana Bobic |
| "Is Everybody Going Crazy? | 2020 | Remi Laudat |
| "Real Love Song"           | 2020 |             |
| "Unperson"                 | 2020 |             |
| "Impossible"               | 2020 |             |
| "Overcome"                 | 2021 |             |
| "Welcome To The DCC"       | 2023 |             |
| "Tomorrow Is Closed"       | 2023 |             |